# Batalla de Dirràquion (1081)
|  | Per a altres significats, vegeu «Batalla de Dirràquion». |

La batalla de Dirràquion fou un fet d'armes esdevingut el 18 d'octubre del 1081 entre l'Imperi Romà d'Orient, encapçalat per l'emperador Aleix I Comnè, i els normands menats per Robert Guiscard, duc de la Pulla i Calàbria. Fou entaulada davant de la ciutat de Dirràquion (actualment coneguda com a «Durrës» i situada a Albània), el principal bastió dels romans a l'oest dels Balcans, i acabà amb una victòria normanda.
Després de la conquesta de les possessions romanes a Itàlia i els territoris sarraïns de Sicília, l'emperador romà, Miquel VII Ducas (r. 1071-1078), prometé el seu fill en casament a la filla de Robert Guiscard. Quan Miquel fou derrocat uns anys més tard, Guiscard feu servir la seva deposició com a pretext per envair l'Imperi Romà el 1081. La desfeta de la flota normanda a mans dels venecians no impedí que les tropes de Guiscard assetgessin Dirràquion. El 18 d'octubre, els normands atacaren un exèrcit romà encapçalat per Aleix I Comnè davant de la ciutat. En la fase inicial de la batalla, l'ala dreta romana aconseguí trencar i posar en desbandada l'ala esquerra normanda. Els mercenaris varegs empaitaren els normands, però se separaren de la força principal i foren massacrats. Els cavallers del centre normand envestiren el centre romà, que fou incapaç de resistir la càrrega. Veient que el centre s'ensorrava, la major part de l'exèrcit romà fugí en desbandada.
Els normands victoriosos capturaren Dirràquion el febrer del 1082 i seguidament avançaren cap a l'interior, on assumiren el control de gran part de Macedònia i Tessàlia. Tanmateix, Guiscard es veié obligat a abandonar Grècia per respondre a l'atac de l'emperador romanogermànic, Enric IV (r. 1084-1105), contra el seu aliat, el papa. El seu fill Bohemon es feu càrrec de l'exèrcit. Tot i començar amb bon peu, el 1083 Aleix li infligí una derrota decisiva a Larisa i el forçà a retirar-se a Itàlia. Els normands perderen tot el territori que havien guanyat durant la campanya, mentre que els romans assentaren les bases de la recuperació militar, econòmica i territorial de l'Imperi sota la dinastia dels Comnens.

## Context
Els normands arribaren al sud d'Itàlia el 1015, provinents del nord de França, per prestar servei com a mercenaris als senyors llombards de la regió en les seves guerres contra l'Imperi Romà d'Orient. Com que rebien el pagament en forma de terres, no trigaren gaire a esdevenir prou forts per enfrontar-se al papat i el 1054 obligaren el papa a reconèixer la seva autoritat després de derrotar-lo a la batalla de Civitate. El 1059, el papa investí Robert Guiscard, de la família Hauteville, duc de la Pulla, Calàbria i Sicília, malgrat que la major part de la Pulla i Calàbria encara restava en mans romanes, mentre que Sicília es trobava sota domini sarraí.
Tanmateix, Robert i el seu germà Roger anaren reduint les possessions romanes fins que el 1071 expulsaren els romans d'Itàlia amb la presa de Bari. L'any següent completaren la seva conquesta de Sicília i esborraren l'Emirat de Sicília del mapa. El 1074, l'emperador romà, Miquel VII Ducas, feu arribar a Guiscard una oferta de matrimoni entre el seu fill, Constantí, i una de les filles de Guiscard, Olímpia. El normand acceptà la proposta i envià la seva filla a Constantinoble, on fou rebatejada com a Helena. La situació es torcé per a Guiscard quan, el 1078, Miquel fou derrocat per Nicèfor III Botaniates i, per tant, Helena perdé tota opció d'esdevenir emperadriu consort. El normand esgrimí el suposat greuge contra la seva filla com a pretext per envair l'Imperi Romà, encara que una revolta a Itàlia endarrerí l'inici de l'ofensiva.